# Чернышёв, Сергей Дмитриевич
Серге́й Дми́триевич Чернышёв (род. 29 января 1965, Курск, СССР) — советский и белорусский футболист, защитник, полузащитник.

## Карьера
Воспитанник курского футбола. Начинал свою карьеру на позиции защитника в местном «Авангарде», за который в первенствах СССР провёл 193 матча, забил 5 мячей. Позднее сумел переквалифицироваться в полузащитника. В 1990 году перешёл в ивановский «Текстильщик». В следующем году переехал в Белоруссию, где продолжил выступать в составе клуба КИМ, вместе с которым становился призёром чемпионата страны. В 1995 году играл в Высшей лиге Украины за «Зарю-МАЛС». В дальшейшем защищал цвета клубов «Система-Борекс» и «Нафтан-Девон». Завершил карьеру в 1999 году в «Локомотиве-96», с которым стал обладателем Кубка Белоруссии. После завершения карьеры работает тренером в СДЮШОР «Витебска».

## Достижения
- Обладатель Кубка Белоруссии: 1997/98
- Серебряный призёр чемпионата Белоруссии: 1992/93
- Бронзовый призёр чемпионата Белоруссии: 1993/94
- Бронзовый призёр 5-й зоны Второй лиги СССР: 1986
- Бронзовый призёр 6-й зоны Второй низшей лиги СССР: 1990